# ラウラ・ファズリウ
ラウラ・ファズリウ（Laura Fazliu 2000年9月28日- ）はコソボ出身の柔道選手。階級は63kg級。

## 経歴
2017年のヨーロッパカデ63㎏級で3位だった。2019年にはヨーロッパジュニアと世界ジュニアで3位になった。2022年にはヨーロッパ選手権で2位となった。地中海競技大会とU23ヨーロッパ選手権では優勝した。ワールドマスターズでは決勝で高市未来に一本負けするも2位となった。2023年のグランドスラム・テルアビブでは3位だったが、敗者復活戦でオリンピックチャンピオンであるフランスのクラリス・アグベニューを技ありで破った。ワールドマスターズでは決勝で昨年に続き高市と対戦すると、技ありを取った後に浮落で一本勝ちして優勝を飾った。ヨーロッパ選手権では準々決勝で地元のアグベニューを技ありで破るも、準決勝でスロベニアのアンドレヤ・レシキに敗れて3位だった。2024年の世界選手権では3位になった。パリオリンピックでは準々決勝で今まで勝ち越していた地元のアグベニューに合技で敗れるも、その後の敗者復活戦を勝ち上がって銅メダルを獲得した。2025年の世界選手権では3位だった。
IJF世界ランキングは5711ポイント獲得で2位(25/7/20現在)。

## 主な戦績
- 2017年 - ヨーロッパカデ　3位
- 2017年 - ヨーロッパユースオリンピックフェスティバル　5位
- 2019年 - ヨーロッパジュニア　3位
- 2019年 - 世界ジュニア　3位
- 2020年 - ヨーロッパジュニア　2位
- 2020年 - U23ヨーロッパ選手権　3位
- 2021年 - グランプリ・ザグレブ　3位
- 2022年 - ヨーロッパ選手権　2位
- 2022年 - 地中海競技大会　優勝
- 2022年 - U23ヨーロッパ選手権　優勝
- 2022年 - ワールドマスターズ　2位
- 2023年 -　グランドスラム・テルアビブ　3位
- 2023年 -　グランドスラム・トビリシ　2位
- 2023年 -　世界選手権　7位
- 2023年 -　グランドスラム・アスタナ　3位
- 2023年 -　ワールドマスターズ　優勝
- 2023年 - ヨーロッパ選手権　3位
- 2024年 - 世界選手権　3位
- 2024年 - パリオリンピック　3位
- 2025年 - グランプリ・リンツ　3位
- 2025年 - 世界選手権　3位
- 2025年 - ワールドユニバーシティゲームズ　2位

(出典、)